# Domenico Fetti
Domenico Fetti, také Domenico Fette, Dominico Fetto, Dominique Feti (kolem 1589? Řím – 16. dubna 1623 Benátky) byl italský malíř-figuralista raného baroka; byl autorem oltářních obrazů, portrétů, žánrů, alegorických i mytologických postav. Bývá řazen ke caravaggistům, ale jeho tematický i výrazový rejstřík byl mnohem bohatší.

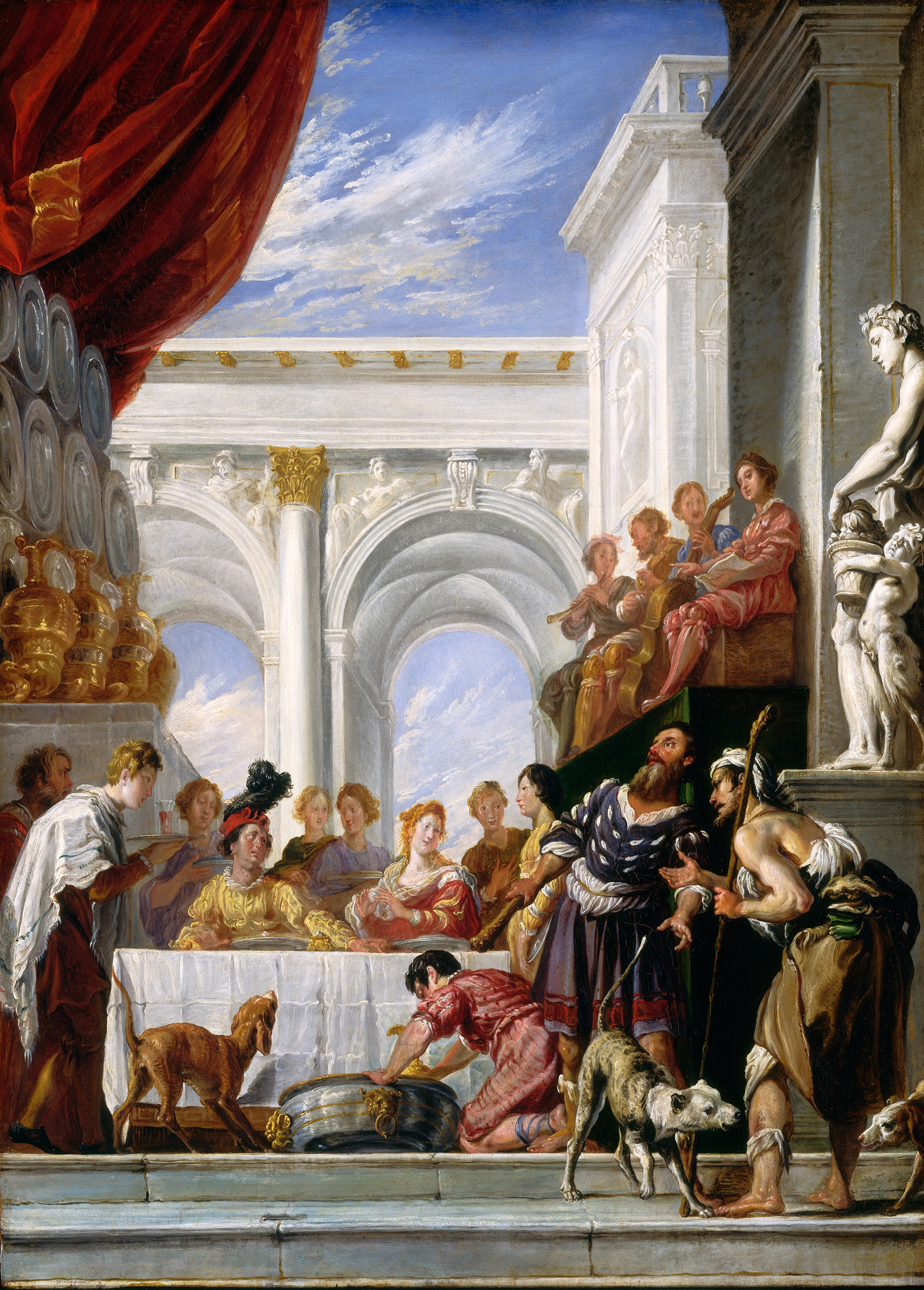
Podobenství o Lazarovi u stolu boháče, Národní galerie ve Washingtonu

## Život
Přesné datum jeho narození není známo, odvozuje se od údaje o úmrtí, kdy mu bylo 34 let. Učil se nejdříve u svého otce Pietra, malíře pocházejícího z Ferrary, pak nastoupil do učení k Lodovicu Cigolimu. Ten jej seznámil s prvním mecenášem, kardinálem Ferdinandem Gonzagou, jehož dvorním malířem se Fetti stal v letech 1613–1614. Malbě se věnovala také Domenicova sestra Giustina, která později vstoupila do kláštera voršilek v Mantově a dále malovala pod řeholním jménem Lucrina. Maloval i Domenicův bratr Vincenzo Fetti, který se stal knězem.
Více než svými učiteli byl Domenico v pojetí ostře nasvětlených scén s realistickými tvářemi a detaily i v technice olejomalby ovlivněn dílem Caravaggia a Adama Elsheimera. Jeho podání scén bývá však malebnější a jemnější, jako u benátských mistrů. Bývá řazen mezi caravaggisty i do Benátské školy.
Po příchodu do Mantovy poznal díla Rubensova a Romanova. Své stěžejní práce Fetti namaloval mezi léty 1618–1622 na dvoře vévody Marzia Colonny v Mantově. Kromě olejomaleb pro něho vytvořil také fresky v dómu v Mantově. Pracoval také ve Florencii pro velkovévody Medicejské.

## Zastoupení ve světových sbírkách
Celkem je katalogizováno přes 60 obrazů, kompoziční varianty, a také několik dobových kopií jeho děl. Mimo Itálii se kolekce jeho obrazů dochovaly v Galerii starých mistrů v Drážďanech, v Uměleckohistorickém muzeu ve Vídni, v Metropolitním muzeu v New Yorku. V českých sbírkách je reprezentativní trojice obrazů v Obrazárně Pražského hradu a jeden obraz na zámku ve Veltrusích.

## Dílo (výběr)

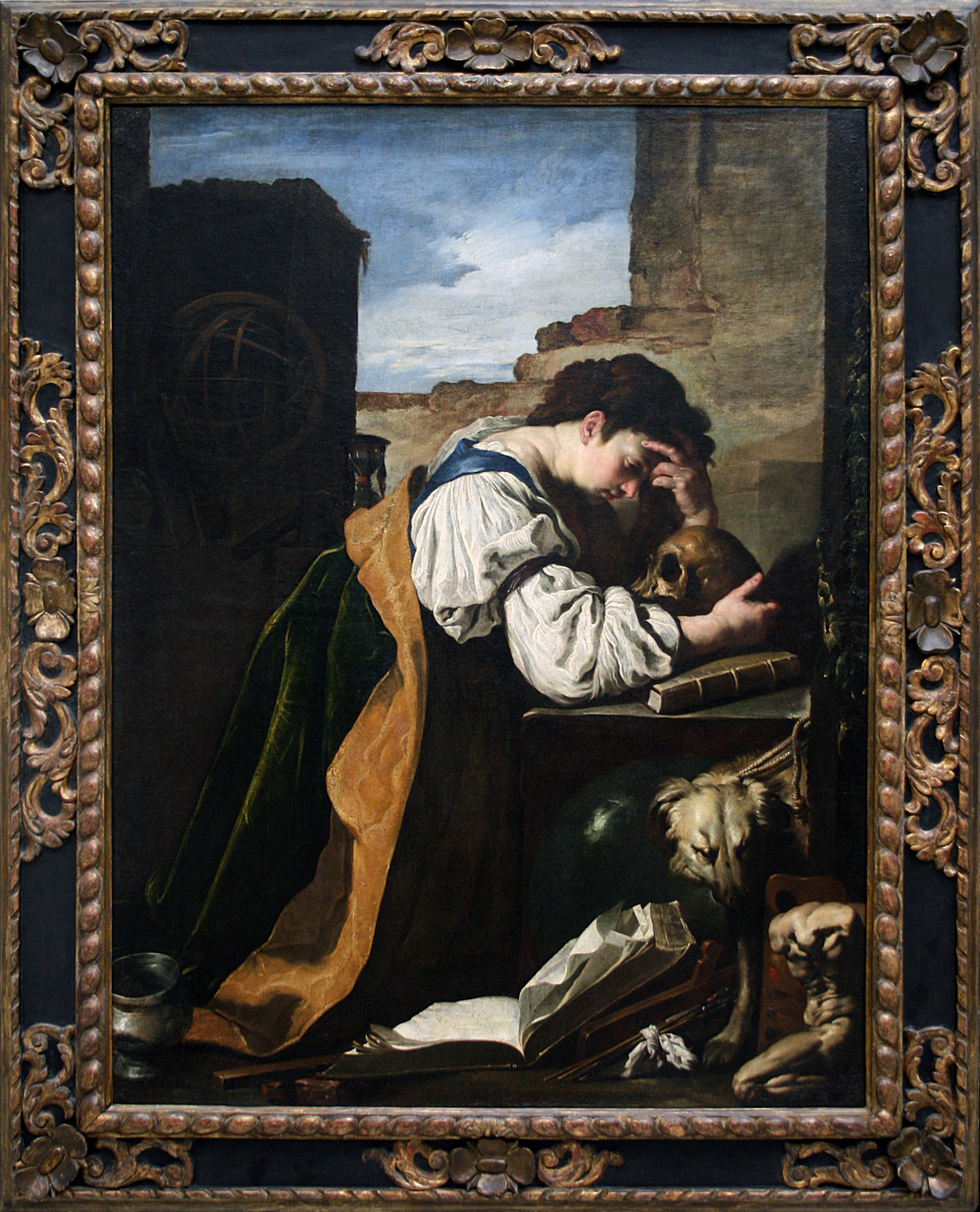
Melancholie (Meditace), 1618, Louvre

- Ariadna a Bakchus na ostrově Naxos, (1611),
- Svatá poustevnice Marie Egyptská a svatý Jeroným, (1611), Britská královská sbírka Londýn, Hampton Court
- Svatý Jeroným na poušti (asi 1613), Obrazárna Pražského hradu[2]
- Plačící apoštol Petr (asi 1613)
- Sebevražda Kleopatry (1613)
- David s hlavou Goliášovou(asi 1613), Britská královská sbírka, Londýn Hampton Court Palace
- Ino nebo Leucotea (1613), zámek Veltrusy
- Ecce homo, (1613), Galerie Uffizzi, Florencie
- Madona s dítětem, sv. Anselmem a sv. Karlem Boromejským
- Kristus na hoře Olivetské, (1616–16̟17), obraz byl namalován pro oltář v kapli paláce vévody Marzia Colonny v Mantově, do Obrazárny Pražského hradu se dostal prostřednictvím daru ze sbírky nizozemského místodržitele, velkovévody Leopolda Viléma císaři Ferdinandu III. Habsburskému, když byl inspektorem obrazárny Kristián Schröder, který jej restauroval; do inventáře obrazárny byl zapsán až roku 1761.[3][4]
- Melancholie (Meditace), (1618): 1. verze: Louvre, 2. verze v Galerii Akademie v Benátkách
- Smrt kající Marie Magdalény
- Portrét Vincenza Avogadra (1620), Britská královská sbírka, Buckinghamský palác
- Portrét herce, asi 1620; Ermitáž Petrohrad
- Třináct podobenství z evangelií, (1618–1621), různé verze námětů dochované v muzeích, celá série: Galerie starých mistrů v Drážďanech
- Podobenství o rozsévači koukolu (asi 1619), olejomalba na dřevě, 60,8 × 44,5 cm; ze série Třinácti podobenství, Obrazárna Pražského hradu[5], jde o variantu kompozice, vystavené v Muzeu Thyssen-Bornemisza v Madridu
- Podobenství o Lazarovi a boháči
- Podobenství: Slepec vede slepého
- Jákobův sen, (1619), Uměleckohistorické muzeum ve Vídni
- Tobiáš uzdravuje slepého otce (1619), Ermitáž, Petrohrad
- Bakchus a Ariadna na Naxu, neurčená italská sbírka
- David s hlavou Goliášovou, (1620), Britská královská sbírka Hampton Court Palace Londýn; (replika NM ve Stockholmu)
- Perseus a Andromeda, Hero a Leander, Galatea a Polyfém, (1621–22), Kunsthistorisches Museum, Vídeň
- Portrét herce (Tristano Martinelli nebo Francesco Andreini), (1621–1622), Ermitáž, Petrohrad
- Podobizna antického básníka, (1620–1621) Národní muzeum Stockholm
- Útěk do Egypta, (1622), Uměleckohistorické muzeum ve Vídni
- Mučednictví sv. Anežky Římské, (1622), Galerie starých mistrů Drážďany
- Svatý Simeon, (1623)
- Podobizna astronoma, připsáno (nebo Giovanni Serodine?), Galerie starých mistrů Drážďany

## Galerie

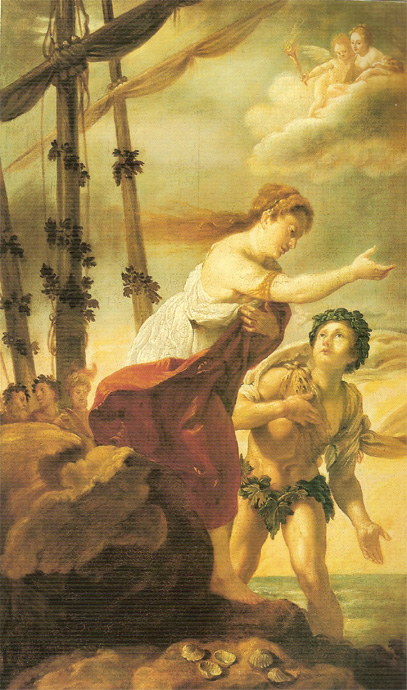
Ariadna a Bakchus na Naxu
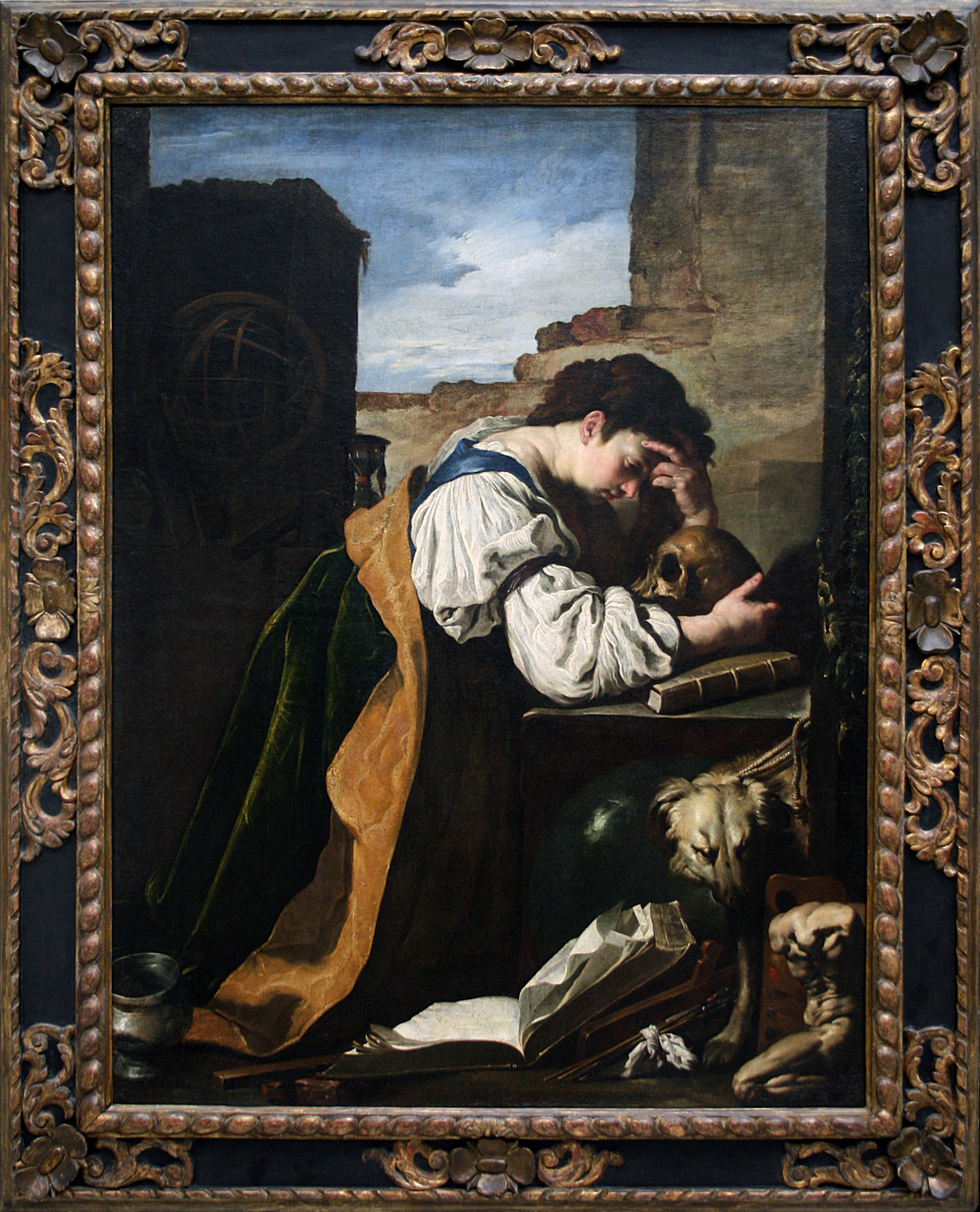
Melancholie
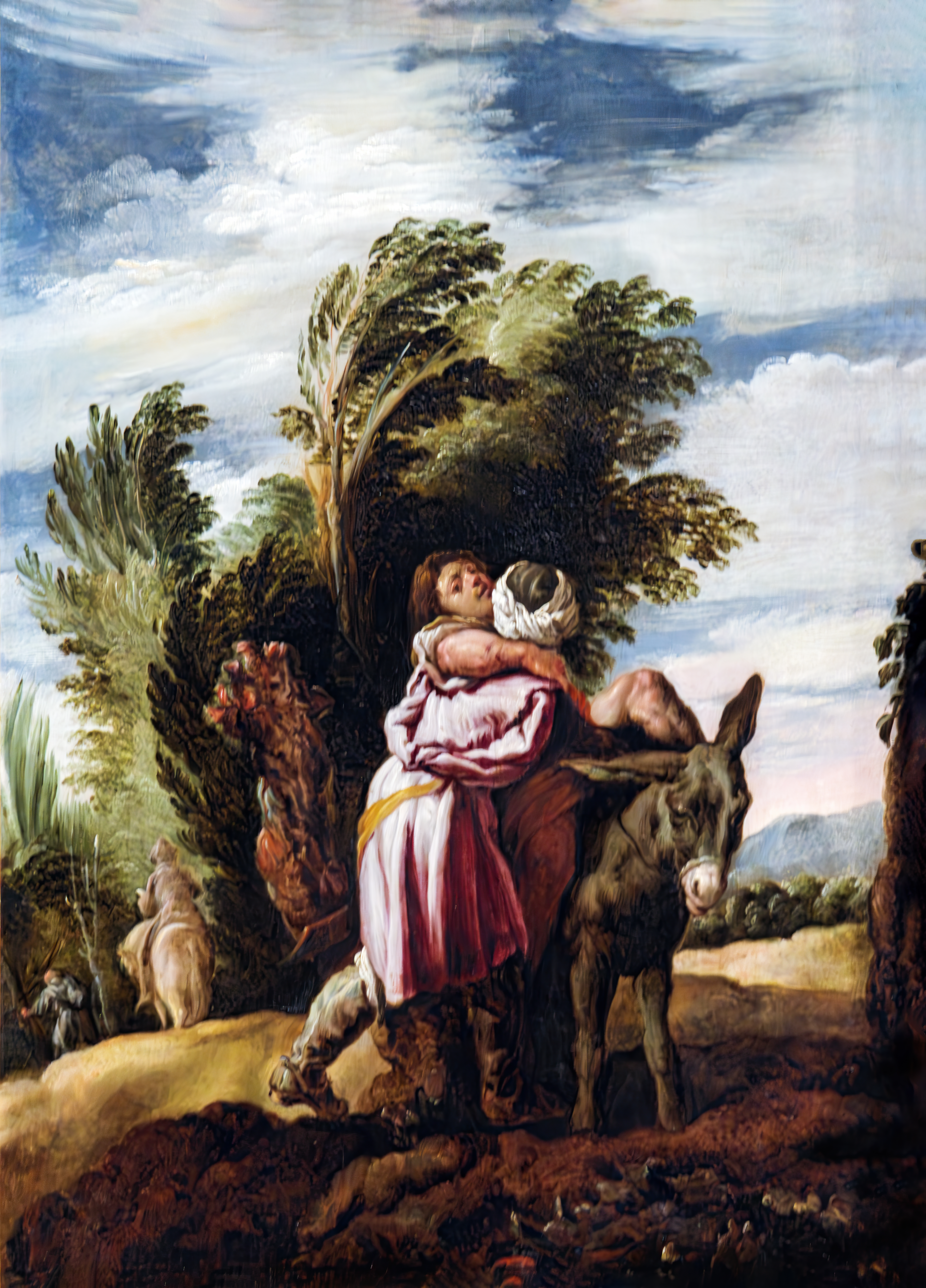
Podobenství o dobrém Samaritánovi
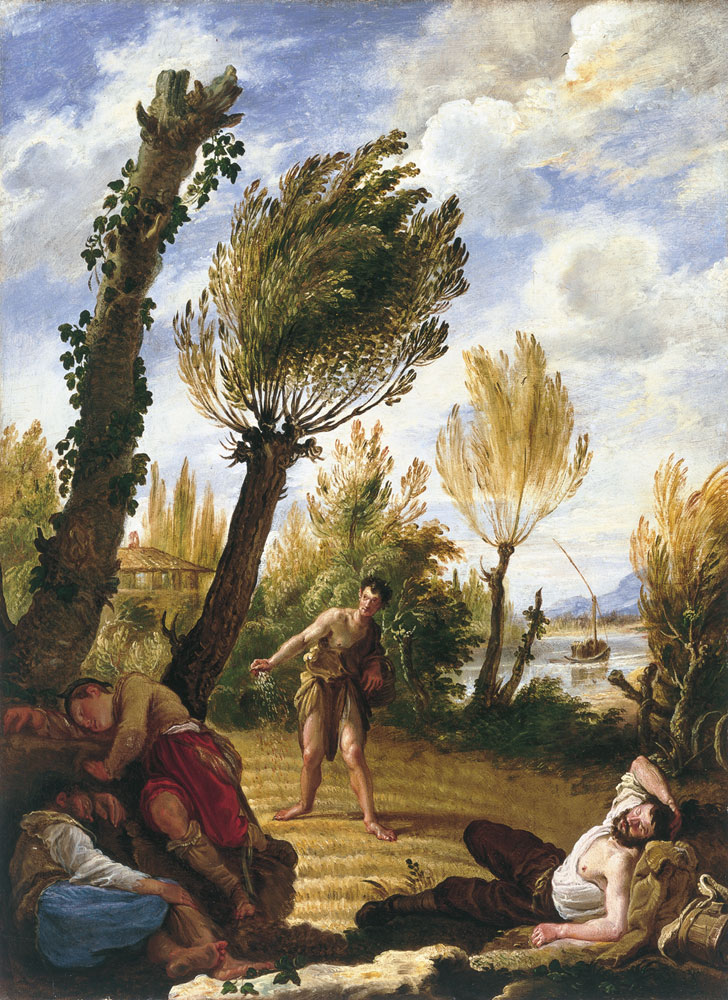
Podobenství o rozsévači koukolu (Madrid)
Antický básník
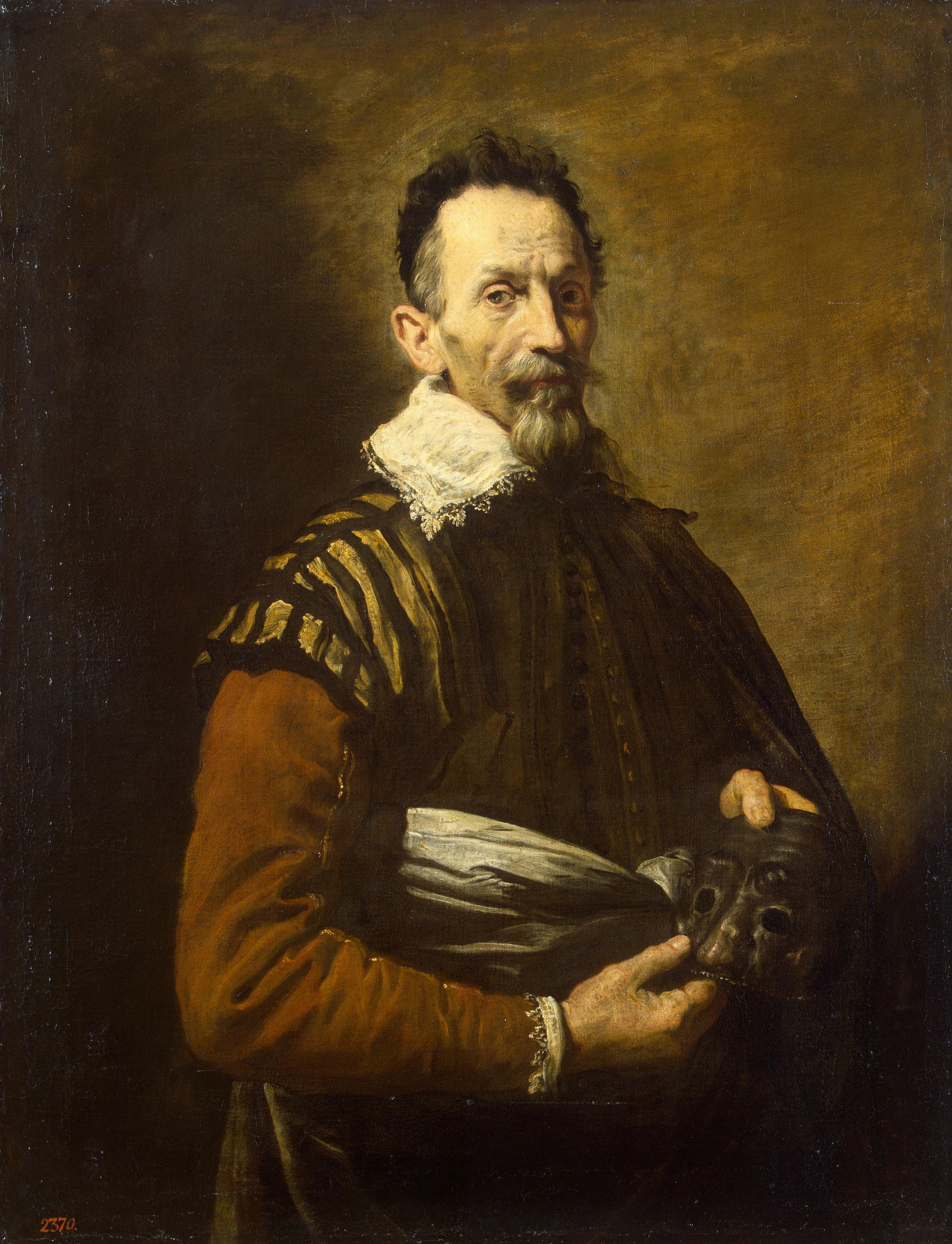
Portrét herce
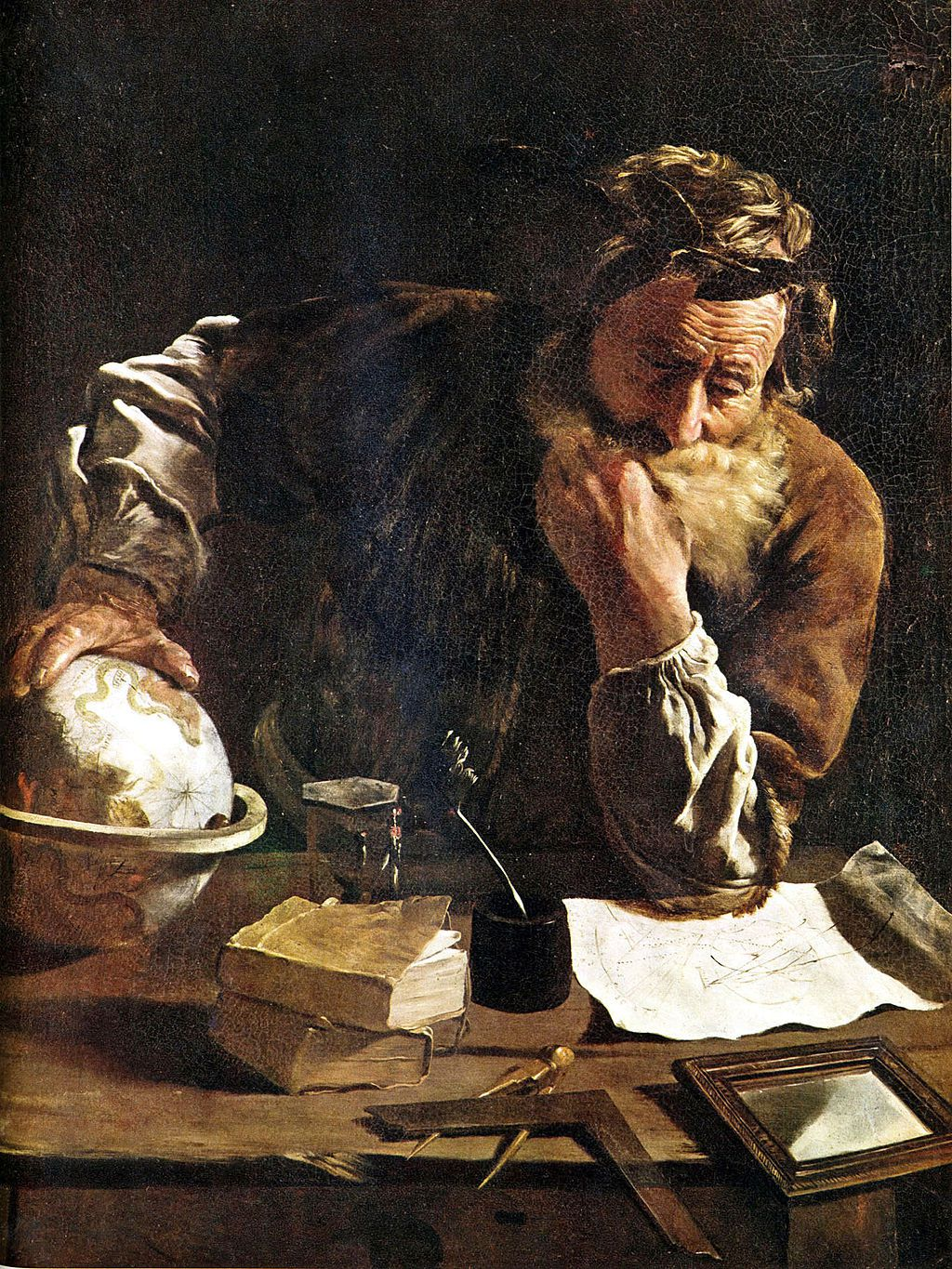
Astronom
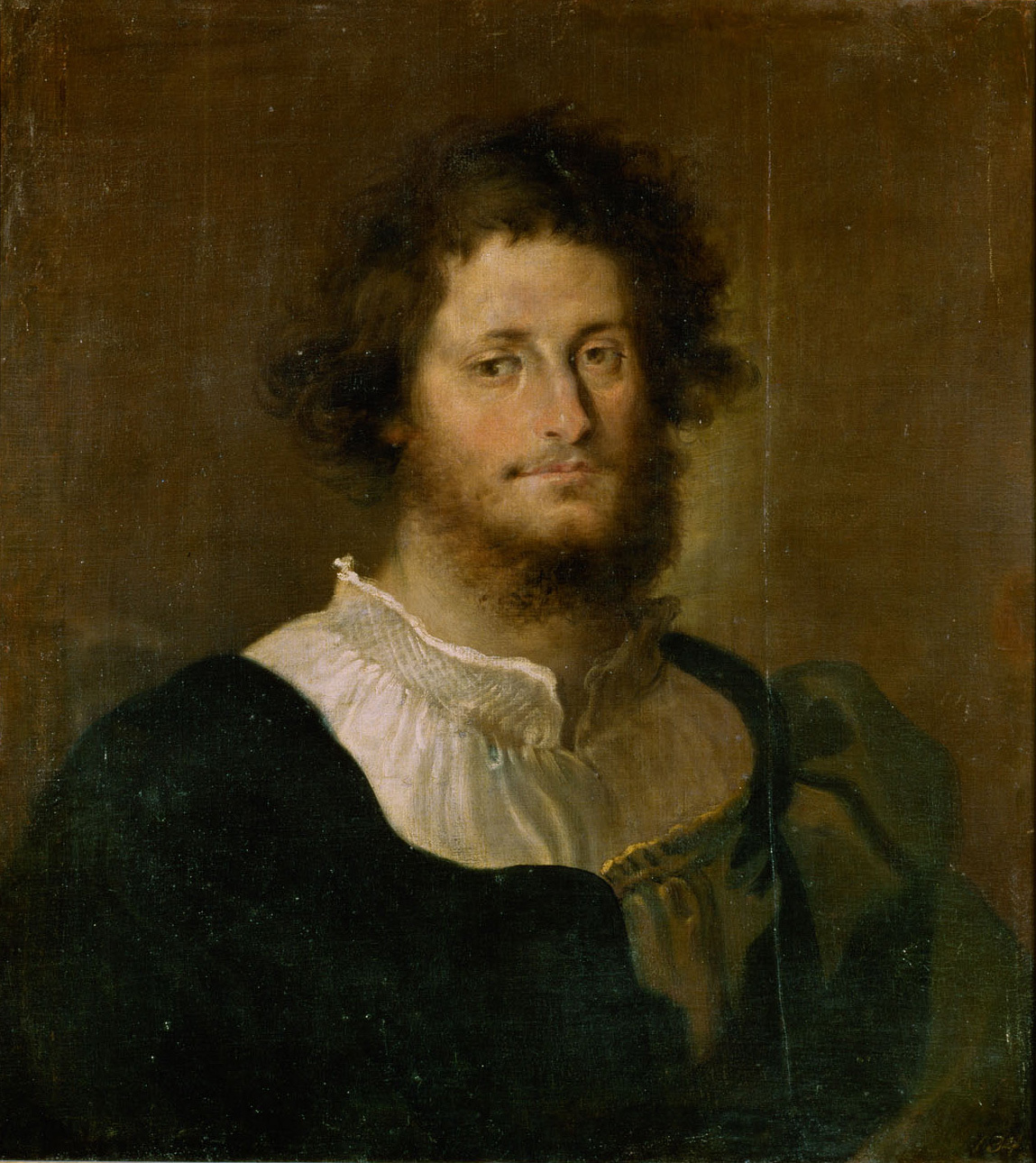
Federico II. Gonzaga
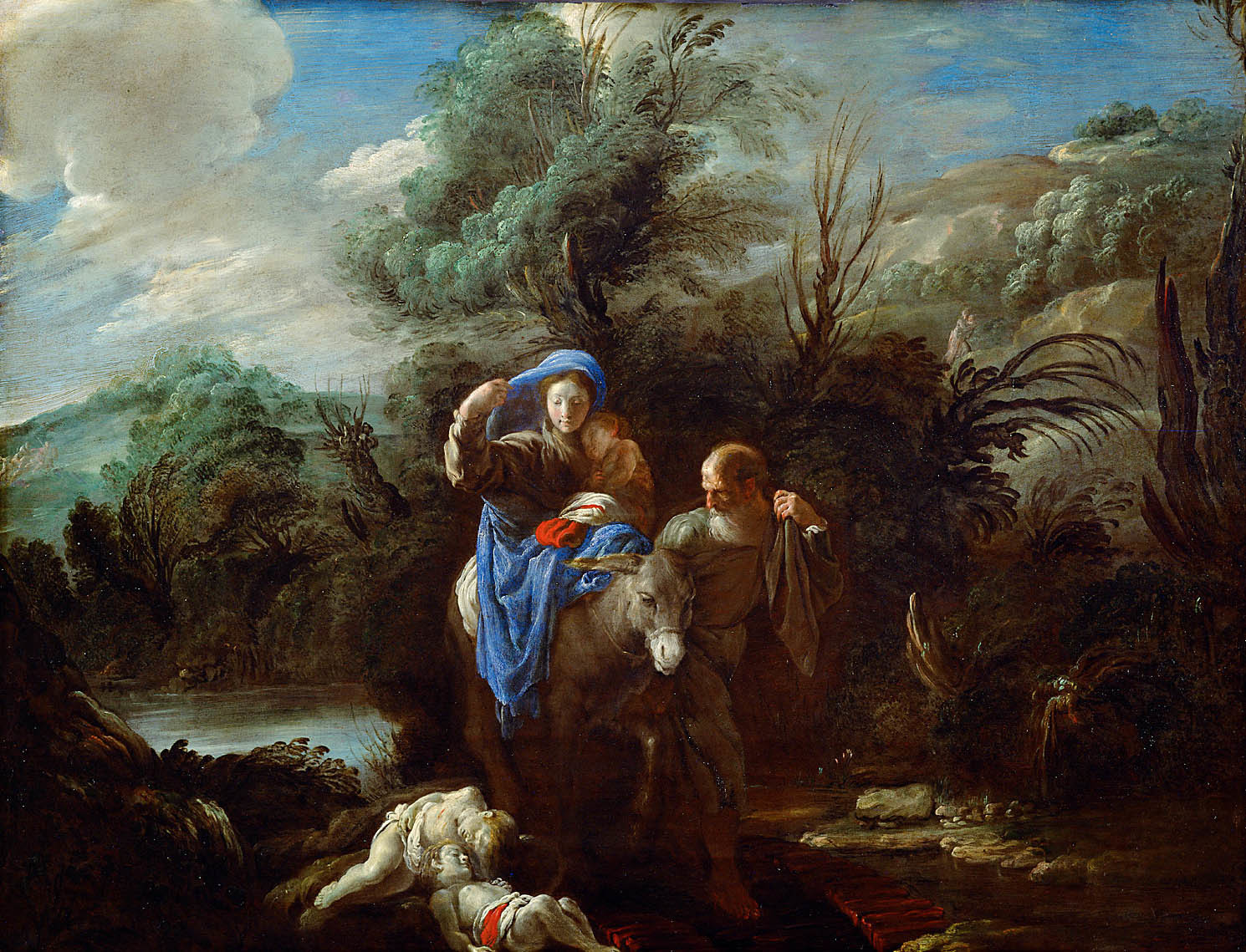
Útěk do Egypta
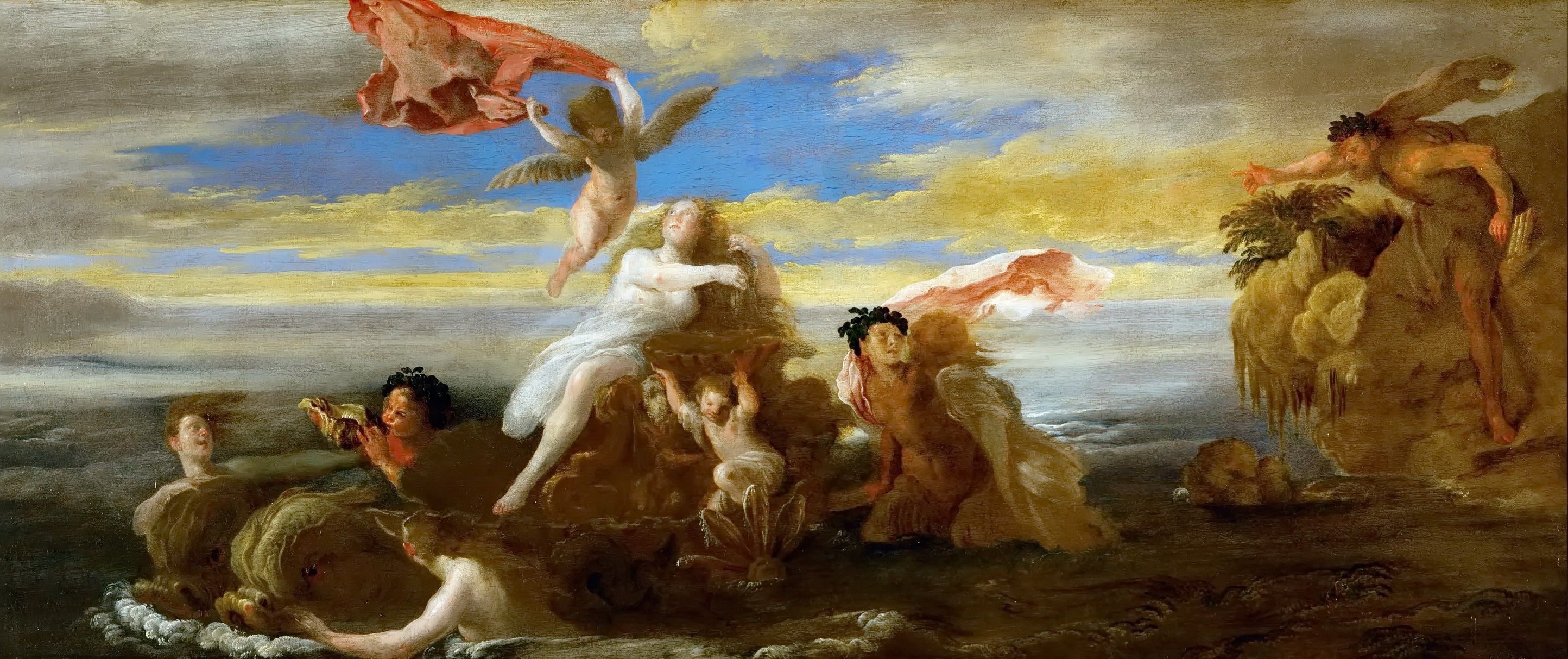
Galatea a Polyfémos